# Roser Majoral i Moliné
Roser Majoral i Moliné (La Seu d'Urgell, 1942 — Barcelona, 7 de novembre de 2005) va ser una geògrafa, investigadora i professora universitària catalana.

## Formació
Es llicencià en Geografia i Història a la Universitat de Barcelona el 1971, i s'hi doctorà el 1977 amb la tesi Clasificación de los paisajes agrarios en Cataluña, un treball aleshores pioner des del punt de vista temàtic i metodològic.

## Activitat professional
Treballà des de 1971 com a professora ajudant del Departament de Geografia de la seva Universitat, tot just acabat de crear. En fou professora titular des del 1984 i catedràtica d'Anàlisi Geogràfica Regional des del 1989.
S'especialitzà en l'estudi de la geografia agrària, camp en el qual publicà diversos treballs (L'extensió actual de la vinya i l'olivera a Catalunya, 1979; Los paisajes agrarios en Cataluña, 1980; Anàlisi de l'agricultura a la Vall d'Aran, en col·laboració amb F. López, 1983, etc.). i va orientar la seva tasca tant a la docència com a la investigació. Interessada des de sempre en la muntanya i el medi rural, hi dedicà la seva tesi doctoral i un gran nombre de treballs i llibres dels primers anys de la seva carrera: els articles publicats a la revista El Camp, les col·laboracions a l'Atlas Socio-Econòmic de Catalunya, les aportacions a la col·lecció Catalunya Comarcal materialitzades després en monografies sobre les comarques de muntanya (Vall d'Aran, Alt Urgell, Cerdanya). En aquesta mateixa línia, va organitzar l'any 1983 el Simposi Rural Life and the Explotaition of Natural Ressources in Highlands and High-Latitude Zones.
A la fi dels anys vuitanta, amplià el seu camp d'investigació des de la geografia agrària estricta cap als estudis sobre la marginalitat territorial. D'altra banda, va desenvolupar interès i coneixement pel subcontinent indi, i hi mantingué una relació continuada, que es concretà en contactes amb diferents universitats, com la Tribhuvan University de Katmandú, la Delhi University, la Banaras Hindu University, la Calcuta University i la Aligarth Muslim University.
Directora del departament de Geografia Física i Anàlisi Geogràfica Territorial de la Universitat de Barcelona entre 1990 i 1994, va crear i impulsar diversos equips d'investigació. Així, fou promotora i coordinadora del Grup de Recerca Consolidat d'Anàlisi Territorial i Desenvolupament Regional (ANTERRIT), acollit al Pla de Recerca de la Generalitat de Catalunya des de 1998.

## Participació institucional
Participà en les activitats i en les tasques de diferents institucions catalanes i espanyoles: la Societat Catalana de Geografia, filial de l'Institut d'Estudis Catalans, de la qual va ser vicepresidenta de 1988 a 1993; l'Associació Espanyola de Geografia (AGE), amb la qual col·laborà llargament i de la qual va ser membre de la Junta Directiva (1986-1990), i així mateix, fou fundadora i presidenta del Grup de Treball de Geografia Rural (1984- 1988). Però també va ocupar càrrecs de responsabilitat a la Unió Geogràfica Internacional (UGI): de 1984 a 1988 va ser Membre de ple dret del Grup de Treball de la UGI sobre Development in Highlands and High-Latitude Zones. Entre 1988 i 1992 va ser Membre de ple dret de la Comissió de la UGI dedicada a l'estudi de Dynamics of Rural Systems. Durant el període 1992-1996 va ser presidenta d'un Grup de Treball de la UGI sobre Development Issues in Marginal Regions i, més tard, entre 1996 i 2000, va presidir la Comissió sobre Dynamics of Marginal and Critical Regions del mateix organisme internacional. El 1993 va ser escollida Membre de ple dret de l'International Environmental Monitoring Society, de la Universitat de Delhi (Índia). Finalment, va ser co-secretària del Comitè Espanyol de la UGI per al període 1998-2000.

## Publicacions
La seva extensa obra publicada, tant a Catalunya i Espanya com a l'estranger, aplega més de 100 títols, entre articles, capítols de llibres i llibres que va escriure, editar o coordinar.

## Reconeixements i memòria
El seu treball va ser veritablement innovador, tant per l'adopció i ús dels mètodes i tècniques d'anàlisi geogràfica més avançades en el context internacional, com per l'impuls a la participació de la geografia catalana i espanyola en els fòrums i institucions científiques internacionals.
La Asociación Española de Geografía (AGE) convoca anualment des de 2015 el Premi «Roser Majoral Moliné» al millor article publicat en revistes científiques estrangeres durant l'any anterior, a fi de reconèixer la investigació geogràfica en els seus diferents camps i la seva projecció internacional.